# Landroff
Ne doit pas être confondu avec Landorf (Bavière) ou Landorf (Styrie).
Landroff est une commune française située dans le département de la Moselle et le bassin de vie de la Moselle-Est, en région Grand Est.

## Géographie
| Eincheville |            | Viller   |
| Suisse      | Landroff   | Harprich |
| Destry      | Baronville |          |

### Hydrographie
La commune est située dans le bassin versant du Rhin au sein du bassin Rhin-Meuse. Elle est drainée par le ruisseau la Rotte.
Le ruisseau la Rotte, d'une longueur totale de 23,4 km, prend sa source dans la commune de Morhange et se jette  dans la Nied à Vatimont, après avoir traversé 13 communes.

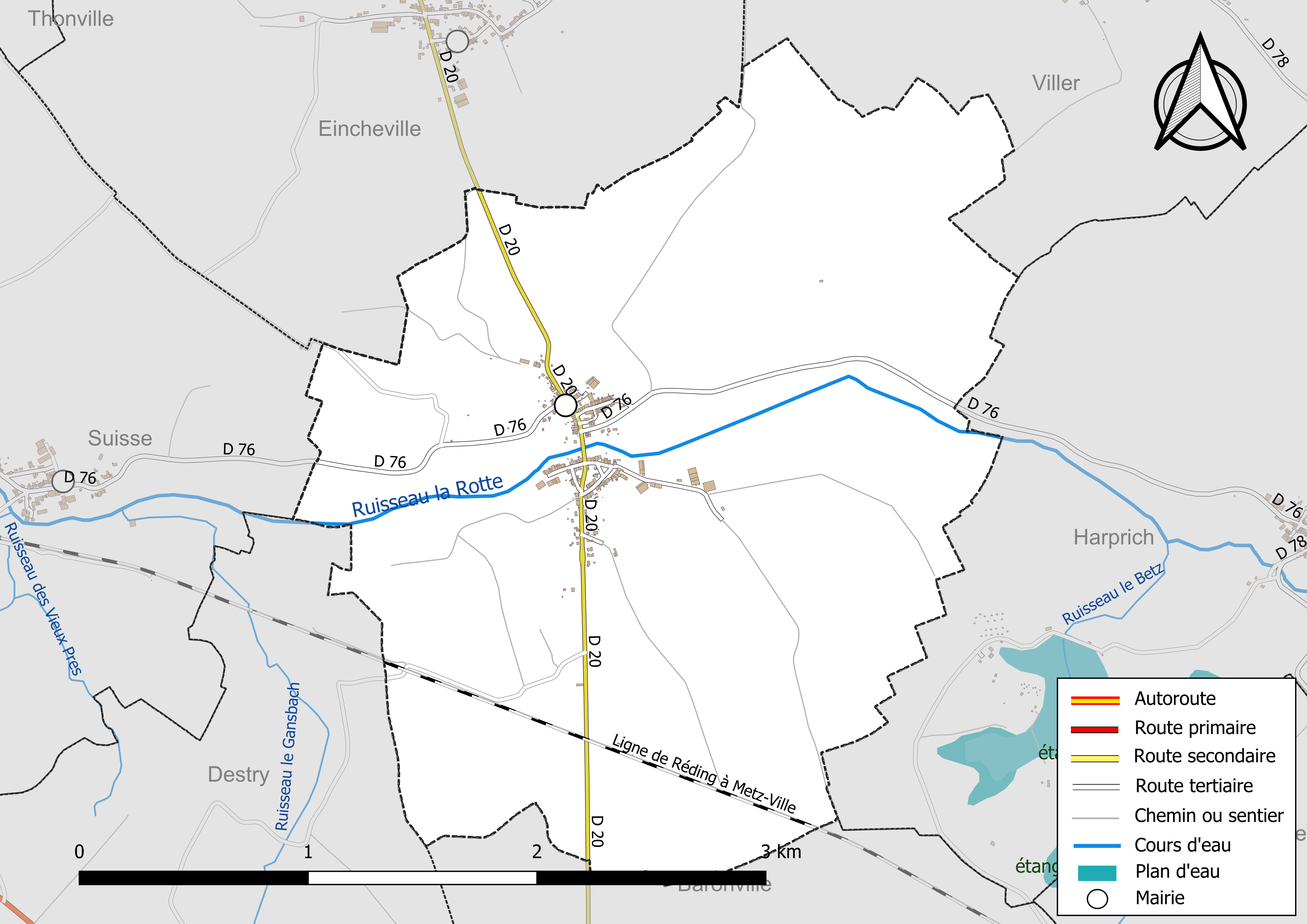
Réseaux hydrographique et routier de Landroff.

La qualité du ruisseau la Rotte peut être consultée sur un site spécial géré par les agences de l’eau et l’Agence française pour la biodiversité.

### Climat
Pour des articles plus généraux, voir Climat du Grand Est et Climat de la Moselle.
En 2010, le climat de la commune est de type climat des marges montargnardes, selon une étude du Centre national de la recherche scientifique s'appuyant sur une série de données couvrant la période 1971-2000. En 2020, Météo-France publie une typologie des climats de la France métropolitaine dans laquelle la commune est exposée à un climat semi-continental et est dans la région climatique  Lorraine, plateau de Langres, Morvan, caractérisée par un hiver rude (1,5 °C), des vents modérés et des brouillards fréquents en automne et hiver. 
Pour la période 1971-2000, la température annuelle moyenne est de 9,7 °C, avec une amplitude thermique annuelle de 16,9 °C. Le cumul annuel moyen de précipitations est de 807 mm, avec 11,9 jours de précipitations en janvier et 9,3 jours en juillet. Pour la période 1991-2020, la température moyenne annuelle observée sur la station météorologique de Météo-France la plus proche, « Lesse_sapc », sur la commune de Lesse à 8 km à vol d'oiseau, est de 10,7 °C et le cumul annuel moyen de précipitations est de 694,0 mm. 
La température maximale relevée sur cette station est de 40 °C, atteinte le 25 juillet 2019 ; la température minimale est de −20,7 °C, atteinte le 20 décembre 2009,,. 
Les paramètres climatiques de la commune ont été estimés pour le milieu du siècle (2041-2070) selon différents scénarios d'émission de gaz à effet de serre à partir des nouvelles projections climatiques de référence DRIAS-2020. Ils sont consultables sur un site spécial publié par Météo-France en novembre 2022.

## Urbanisme

### Typologie
Au 1er janvier 2024, Landroff est catégorisée commune rurale à habitat dispersé, selon la nouvelle grille communale de densité à sept niveaux définie par l'Insee en 2022.
Elle est située hors unité urbaine. Par ailleurs la commune fait partie de l'aire d'attraction de Morhange, dont elle est une commune de la couronne,. Cette aire, qui regroupe 22 communes, est catégorisée dans les aires de moins de 50 000 habitants,.

### Occupation des sols
L'occupation des sols de la commune, telle qu'elle ressort de la base de données européenne d’occupation biophysique des sols Corine Land Cover (CLC), est marquée par l'importance des territoires agricoles (78,2 % en 2018), une proportion identique à celle de 1990 (78,2 %). La répartition détaillée en 2018 est la suivante : 
terres arables (51,1 %), prairies (25,7 %), forêts (18,3 %), zones urbanisées (3,5 %), zones agricoles hétérogènes (1,4 %). L'évolution de l’occupation des sols de la commune et de ses infrastructures peut être observée sur les différentes représentations cartographiques du territoire : la carte de Cassini (XVIIIe siècle), la carte d'état-major (1820-1866) et les cartes ou photos aériennes de l'IGN pour la période actuelle (1950 à aujourd'hui).

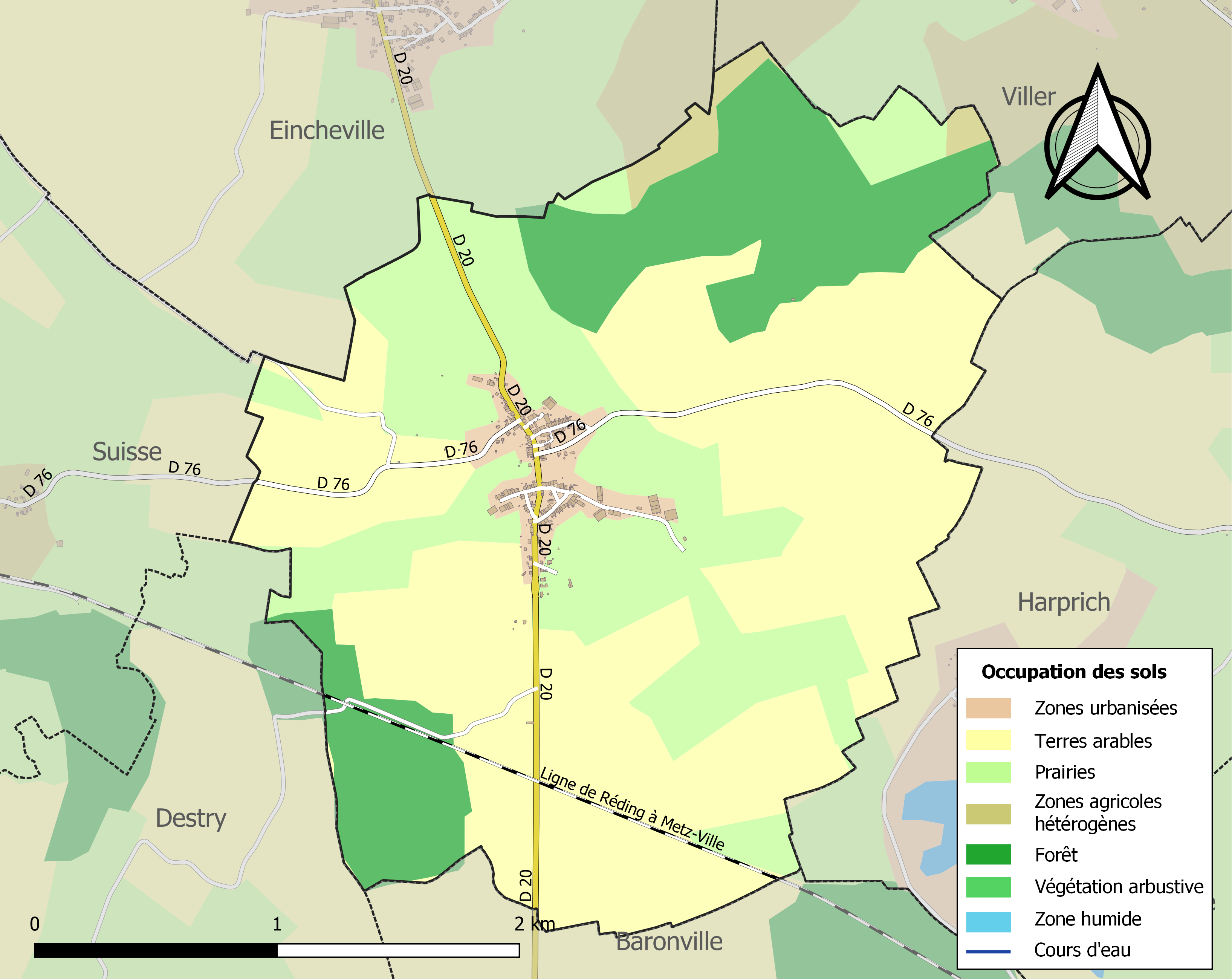
Carte des infrastructures et de l'occupation des sols de la commune en 2018 (CLC).

## Toponymie
- D'un nom de personne germanique Lando(n) + dorf[14] « village ».
- Landendorf et Laudendorf en 1005, Landorf / Lendorf / Lemdorf en 1544, Landorf en 1560, Landorff / Landroff / Lendorff en 1594, Landtorff en 1616, Landroff en 1793, Laudroff en 1801, Landorf en 1871-1918.

## Histoire
- Dépendait de l'ancienne province de Lorraine, dans la seigneurie de Morhange, puis de Créhange.
- Dévastée et désertée à la fin XVIIe siècle.
- La commune de Landroff absorbe Eincheville de 1813 à 1835.

### Seconde Guerre mondiale
Pendant la Seconde Guerre mondiale, Landroff a été le théâtre de combats très durs les 14 et 15 novembre 1944. Des éléments de la 6e Division blindée américaine affrontèrent en effet des éléments de la 36e Volksgrenadier-Division allemande. Au terme de ces combats, le 68e Bataillon blindé américain a libéré la commune le 15 novembre 1944.
Le 14 novembre 1944, vers 18 h, le 68e Bataillon blindé dut repousser la première attaque de la 36eVGD. Trois autres attaques, de plus en plus violentes, suivront à 21 h, 23 h, et enfin à 1 h 30 du matin, le jour suivant. La compagnie « B » du 44e Bataillon d'Infanterie Blindée américaine renforça le 68e Bataillon Blindé après la seconde contre-attaque. Pendant la contre-attaque finale, des éléments de la 36eVGD réussirent à couper la route, à l'ouest du village. Dans l'obscurité, des éléments s'étaient infiltrés dans le village même de Landroff, où les combats ont rapidement dégénéré en une mêlée au corps à corps, qui a duré jusqu'à l'aube. Pour son action décisive dans la défense du village, la Compagnie « A » du 68e Bataillon Blindé a reçu la Presidential Unit Citation, distinction américaine décernée aux unités méritantes.

## Politique et administration
| Période                                  | Période    | Identité           | Étiquette | Qualité |
| ---------------------------------------- | ---------- | ------------------ | --------- | ------- |
| avant 1924                               | mai 1925   | Célestin André     |           |         |
| mai 1925                                 | avril 1951 | René Metzinger     |           |         |
| avril 1951                               | mars 1960  | Jules Hanriot      |           |         |
| mai 1960                                 | mars 1983  | Jean-Marie Éloy    |           |         |
| mars 1983                                | mars 1991  | Jean-Claude Jung   |           |         |
| mars 1991                                | mars 2001  | Bernard Clément    |           |         |
| mars 2001                                | avril 2014 | Jean-Marie Clément |           |         |
| avril 2014                               | en cours   | Sébastien Maret    |           |         |
| Les données manquantes sont à compléter. |            |                    |           |         |

## Démographie
L'évolution du nombre d'habitants est connue à travers les recensements de la population effectués dans la commune depuis 1793. Pour les communes de moins de 10 000 habitants, une enquête de recensement portant sur toute la population est réalisée tous les cinq ans, les populations de référence des années intermédiaires étant quant à elles estimées par interpolation ou extrapolation. Pour la commune, le premier recensement exhaustif entrant dans le cadre du nouveau dispositif a été réalisé en 2004.

En 2022, la commune comptait 268 habitants, en évolution de −1,47 % par rapport à 2016 (Moselle : +0,52 %, France hors Mayotte : +2,11 %).
| 1793 | 1800 | 1806 | 1821 | 1836 | 1841 | 1861 | 1866 | 1871 |
| ---- | ---- | ---- | ---- | ---- | ---- | ---- | ---- | ---- |
| 508  | 514  | 488  | 983  | 603  | 570  | 540  | 531  | 451  |

| 1875 | 1880 | 1885 | 1890 | 1895 | 1900 | 1905 | 1910 | 1921 |
| ---- | ---- | ---- | ---- | ---- | ---- | ---- | ---- | ---- |
| 438  | 483  | 427  | 401  | 369  | 361  | 363  | 373  | 289  |

| 1926 | 1931 | 1936 | 1946 | 1954 | 1962 | 1968 | 1975 | 1982 |
| ---- | ---- | ---- | ---- | ---- | ---- | ---- | ---- | ---- |
| 285  | 282  | 294  | 335  | 291  | 282  | 273  | 242  | 240  |

| 1990 | 1999 | 2004 | 2006 | 2009 | 2014 | 2019 | 2022 | - |
| ---- | ---- | ---- | ---- | ---- | ---- | ---- | ---- | - |
| 258  | 249  | 235  | 233  | 283  | 275  | 273  | 268  | - |

## Culture locale et patrimoine

### Lieux et monuments

#### Édifice religieux
- Église Saint-Barthélemy XIXe siècle.
- Chapelle Pougnet (privée, au cimetière).

### Personnalités liées à la commune
- Georges Schoumert : né à Landroff le 11 mars 1746, fils de Philippe et Anne Clément, apprenti tanneur chez un cousin à Landroff, il travaille en France et en Hollande. Se rend ensuite en Angleterre où il travaille tout d'abord comme simple artisan. Il crée ensuite une tannerie sur la Tamise qui se transformera en une belle manufacture. Il avait mis au point une machine pour refendre les cuirs qui fera sa fortune. Il acquiert la nationalité anglaise et épouse en 1793 une riche veuve, Mistress Pauline Tendall. N'ayant pas d'enfants, il va par son testament du 30 juin 1830, démontrer son attachement à son village natal en léguant 100 000 fr or, pour moitié au bureau de bienfaisance pour les nécessiteux et pour l'autre moitié, pour l'instruction des enfants du village et des villages environnants, permettant de leur assurer un enseignement gratuit et de qualité. Il mourut à Peckham, faubourg de Londres le 5 mai 1831 âgé de 85 ans. Deux artères importantes : Schoumert-Street et Pauline-Street rappellent encore leur souvenir.
- Maximilien Pougnet : négociant puis industriel, né à Strasbourg le 22 décembre 1818, fils de Maximilien François Henri Pougnet et de Françoise Anne Roget, chevalier de l'Ordre impérial de la Légion d'honneur, membre du conseil général de la Moselle, marié à Marie Paulin le 8 juillet l844. Découvrit les gisements de houille de Creutzwald et Carling ; établit à Carling un puits dont l'aménagement lui valut d'être décoré de la Légion d'honneur le 24 janvier 1863. Il découvrit les bancs de sel gemme à Varangéville, constata la présence de minerai de fer à Marange. Il eut deux fils, Thomas Maximilien et Joseph Eugène (voir ci-dessous) et mourut à Landroff le 5 juin 1873.
- Thomas Maximilien Pougnet : fils de Maximilien et Marie Paulin, est né à Landroff le 28 mai 1845. Il entre en 1864 à l'École centrale Paris où, en 1867, il obtint le diplôme d'ingénieur des Arts et Manufactures. Après la mort de son père, il dirigera les carrières de Jaumont, Savonnières, Branvillers, Saint-Joire. Maire de Landroff en 1867, il démissionne de ce poste en 1868. Élu conseiller général du canton de Grostenquin et ayant refusé de prêter serment aux autorités allemandes de la Moselle annexée, il ne pourra siéger. Il mourra célibataire à Landroff le 28 juillet 1880 à l'âge de 34 ans.
- Joseph Eugène Pougnet : fils de Maximilien et Marie Paulin, est né à Landroff le 4 avril 1847, il entre à l'École polytechnique en 1865 et passe à l'École des Mines à Paris. Il présidera ensuite à l'établissement des hauts-fourneaux de Maizières-les-Metz. Élu député du Reichstag en février 1874 pour les arrondissements de Forbach et Sarreguemines, il s'associe à la protestation de Teusch et ne siégera donc pas au Reichstag, refusant de s'y présenter en 1877.
- Bienheureux Reche Jules Nicolas, en religion Frère Arnould : né à Landroff le 2 septembre 1838, fils de Charles Reche, cordonnier et Anne Clausset. Aîné d'une famille de 9 enfants, il va fréquenter pendant quelques années l'école communale, puis, pour venir en aide à ses parents, se mettra au service de la famille Guerber (actuelle maison Bazin). En 1859, après une période passée comme cocher au château de Raville, il va s'engager chez M. Bourguignon, entrepreneur spécialisé dans la construction d'églises, pour travailler sur le chantier de l'église Notre-Dame à Charleville-Mézières (Ardennes) ou il restera 3 ans, assistant le soir aux cours des Frères des Écoles chrétiennes, pour enfin entrer au noviciat des Frères de Thionville-Beauregard. De 1863 à 1877, il sera professeur du pensionnat de Tilloy dans la Marne pour terminer directeur de la maison de retraite des Frères du Sacré-Cœur à Reims où il mourra le 23 octobre 1890. Le 2 novembre 1987, en présence d'une importante délégation d'habitants de Landroff emmenée par l'abbé Bultingaire, curé de la paroisse, il sera béatifié par le pape Jean-Paul II en la basilique Saint-Pierre de Rome.
- Amédée Pouillon, né à Landroff le 31 mai 1868, fils de Jean Nicolas Pouillon et Anne Marie (née Jacquemin). Naturaliste et entomologiste, préparateur d'entomologie au Muséum d'histoire naturelle à Paris, en 1890, auteur d'un ouvrage " Coléoptères et lépidoptères ".
- Jean Ernest Kempnich (1882-1978) : né à Landroff le 4 juillet 1882 de Auguste et Marie Kempnich (née Clausset), après sa scolarité au village, et ce durant l'annexion, il va tout d'abord travailler chez différents maraîchers et horticulteurs, tout d'abord dans la région messine puis à Nancy. Ce sera ensuite la région parisienne où il apprendra la culture de l'orchidée. Puis il va continuer sa formation en Angleterre en se perfectionnant dans la culture sous serres. revenu en Moselle, il s'installe dans la région messine, mais en 1914 il est mobilisé une première fois sous l'uniforme allemand avant d'être démobilisé pour assurer la production de légumes. Mobilisé à nouveau en 1916, il est envoyé sur le front russe, puis à nouveau démobilisé en 1917. En 1919, il commence son activité d'horticulteur en se spécialisant dans le cyclamen et l'orchidée avec un magasin « Au cyclamen » rue Serpenoise à Metz. Avec l'invasion nazie en 1940, il va entrer en résistance en devenant membre d'une filière d'évasion de prisonniers français. Au long de la guerre, il participe au renseignement et à partir d'octobre 1943, il joue un rôle important dans la résistance messine (FFI) en abritant un poste émetteur. Inquiété à plusieurs reprises par les Allemands dès 1942, il figure même sur une liste de déportation en 1943, il se réfugie chez des amis en Alsace, mais le danger passé, rejoint Woippy. En 1944, les soupçons le concernant se précisent. Le 27 mai 1944, un bombardement américain qui doit anéantir l’usine Hobus-Werke manque sa cible et détruit la propriété et les serres d’Ernest Kempnich, qui échappe par miracle à la mort et va s’installer à Metz. Pour ces faits de résistance, il recevra le Diplôme d'honneur de la Résistance, la Croix de Guerre avec palmes et sera nommé chevalier de la Légion d'honneur le 10 juin 1952. Il mourra le 1er janvier 1978, ayant eu auparavant l'occasion de voir son rôle durant la guerre, interprété dans un film de René Clément "Le Père tranquille" par Noël Noël.

### Héraldique
| Blason de Landroff | Blason  | Écartelé : aux 1er et 4e d'argent à la fasce de gueules, aux 2e et 3e d'azur au monde croiseté d'or et cintré de sable. |
| Blason de Landroff | Détails | Le statut officiel du blason reste à déterminer.                                                                        |